# Тітарчук Володимир Іванович
Володи́мир Іва́нович Тітарчу́к (8 серпня 1968, Парипси, Житомирська область — 17 жовтня 2014, Донецький міжнародний аеропорт) — капітан Збройних сил України, танкіст 1-ї окремої танкової бригади. Учасник російсько-української війни, загинув у боях за Донецький аеропорт. Один із «кіборгів».

## Життєпис
Народився 1968 року в селі Парипси (Попільнянський район, Житомирська область). Його дід і батько були танкістами, Володимир учився в Північній Осетії, у військовому училищі. Навчання закінчив у Харкові — розвідник і танкіст. Брав участь у миротворчих операціях — країни Африки (Конго). У 1990-х роках потрапив під скорочення. Проживав у Менському районі в селі Майське. Працював дільничним міліціонером, через принциповість мав постійні конфлікти з кримінальним середовищем, криміналітет його «замовив», Тітарчука сильно побили. Дістав інвалідність, займався фермерством.

### Російсько-українська війна
Пішов добровольцем у військо 31 березня 2014-го. Служив у 5-й роті 2-го танкового батальйону 1-ї окремої танкової бригади. Був поранений у липні, приїздив додому в 10-денну відпустку.
Воював у Донецькому аеропорту. Називали його Івановичем або «тещею» — постійно нагадував молодим бійцям, щоби ховалися від обстрілів. Щодня на Т-64 «кіборгам» довозив в аеропорт набої, на броні евакуював поранених, відганяв пострілами терористів від терміналів. Важкопоранений під час одного з мінометних обстрілів проросійськими бойовиками. Міна влучила у танк Тітарчука, коли він з екіпажом займався його ремонтом. Поранених привезли в лікарню міста Красноармійськ, Тітарчук був непритомний. Другого дня його та ще кількох важкопоранених відправили на вертольоті в Дніпропетровськ, там прооперували. 17 жовтня о 6-й ранку «Іванович» помер.
Похований у Чернігові з військовими почестями та громадянською панахидою. Вдома залишилися мама, вдова Юлія, син-третьокласник Едуард, брат Михайло. Згодом дружина стала солдатом; служила в чернігівському полку зв'язку.
- Могила Володимира Тітарчука. Кладовище Яцево. Жовтень 2018

## Нагороди
- 21 жовтня 2014 року — за особисту мужність і героїзм, виявлені у захисті державного суверенітету та територіальної цілісності України, вірність військовій присязі під час російсько-української війни, відзначений — нагороджений орденом Богдана Хмельницького III ступеня (посмертно).[3]
- нагрудним знаком «За оборону Донецького аеропорту» (посмертно)
- 30 листопада 2021 року — Почесна відзнака Чернігівської обласної ради «За мужність і вірність Україні»[4]
- Його портрет розміщений на меморіалі «Стіна пам'яті полеглих за Україну» у Києві: секція 4, ряд 5, місце 32
- У пам'ять про Володимира на будівлі Чернігівської гімназії № 31 встановлена меморіальна дошка
- у селі Майське одна з вулиць названа на його честь.[5]